# Van Walree Prijs
De Van Walree Prijs was een prijs die de Koninklijke Nederlandse Akademie van Wetenschappen tweejaarlijks toekende aan de beste journalistieke prestatie op het gebied van het medisch-wetenschappelijk onderzoek.
De prijs werd afwisselend toegekend aan een medisch wetenschapsjournalist en aan een medisch-wetenschappelijk onderzoeker die zijn vakgebied voor een breder publiek toegankelijk heeft gemaakt.
De prijs van 12.000 euro werd betaald uit het Van Walree Fonds dat in 1987 is gesticht met kapitaal uit de nalatenschap van mevrouw Emilie Martine van Walree.
Met ingang van 2012 is de Van Walree Prijs opgegaan in de Eurekaprijs voor wetenschapscommunicatie van NWO en KNAW samen.

## Toekenningen
- 2011 - Sander Becker, journalist
- 2009 - Arend Jan Dunning, cardioloog en Dick van Bekkum, medicus-radiobioloog
- 2007 - Hans van Maanen, journalist en schrijver
- 2005 - Ivan Wolffers, publicist en hoogleraar
- 2003 - José van der Sman, wetenschapsredacteur bij Elsevier
- 2001 - Jannes van Everdingen, dermatoloog en Gunilla Kleiverda, gynaecoloog
- 1999 - Jan Vink, programmamaker
- 1997 - Hans Galjaard, hoogleraar humane genetica
- 1995 - Wim Köhler, journalist van NRC Handelsblad
- 1993 - Ria Bremer, journaliste (o.a. Vinger aan de Pols)